# Pál Tamara
Pál Tamara (Debrecen, 2000. szeptember 1. –) magyar válogatott kézilabdázó, irányító, a román élvonalbeli CSM Slatina játékosa. Pályafutása elején játékstílusa és tehetsége alapján a szakértők közül sokan Görbicz Anitához hasonlították.

## Pályafutása

### Klubcsapatokban
Szülővárosában kezdett kézilabdázni. Gyermekkorában emellett versenyszerűen mazsorettezett. Egy győri edzőtábor alkalmával figyelt fel rá a Győri Audi ETO szakmai stábja, majd szerződtették Pált, aki így 2013-ban családjával Győrbe költözött. Az utánpótlás korosztályokban minden sorozatot megnyert, 2015-ben a legjobbnak választották évfolyamában, kétszer kapta meg a Görbicz Anita-ösztöndíjat, ami a legjobb győri utánpótláskorú játékosnak jár A 2016-17-es szezonban, 16 évesen mutatkozott be az élvonalban. A Budaörs elleni 40-20-as győzelem alkalmával két gólt lőtt. 2016 novemberében a Bajnokok Ligájában is bemutatkozhatott, az orosz Rosztov Don elleni 32-25-ös győzelem alkalmával első gólját is megszerezte a legrangosabb kupasorozatban.
A 2019-2020-as szezonra kölcsönbe az MTK-hoz került. Ott Golovin Vlagyimir lett az edzője, akinek irányításával az utánpótlás válogatottakban is játszott, és egyre több lehetőséghez jutott a fővárosi csapatban. A DVSC elleni 36–33-ra megnyert bajnokin hét góllal segítette csapatát. A 2020-2021-es szezont is az MTK-nál töltötte, és meghatározó tagjává vált csapatának, 26 mérkőzésen 179 gólt elérve az NB I gólkirálynője lett. A 2021-2022-es idényre is kölcsönben maradt a fővárosi csapatnál. 2021 októberében az Európa-liga selejtezőjében a török Yalikavak, majd a bajnokságban az Érd ellen is 12 alkalommal volt eredményes. 2022 nyarán az MTK végleg megvásárolta a Győrtől a játékjogát. 2023 januárjában jelentette be, hogy a következő évadtól fejlődése érdekében légiósnak áll, és a román élvonalbeli SCM Gloria Buzău csapatában folytatja pályafutását. A Buzău 2025 januárjában csődbe ment, így játékosai szabadon igazolhatóvá váltak, Pál Tamara pedig a szintén román élvonalbeli CSM Slatina együtteséhez írt alá.

### A válogatottban
2017-ben aranyérmet nyert a Győrben rendezett Európai Ifjúsági Olimpiai Fesztiválon a magyar csapattal, Ugyanebben az évben az U17-es Európa-bajnokságon bronzérmes lett a magyar korosztályos válogatottal. 2018-ban ezüstérmet szerzett az ifjúsági válogatott tagjaként a Kielcében rendezett világbajnokságon. Tagja volt a 2019-ben Győrben Európa-bajnokságot nyerő junior válogatottnak.
2021 őszén a felnőtt válogatott új szövetségi kapitánya, Golovin Vlagyimir, a junior válogatott egykori szövetségi edzője, Pált is meghívta a válogatott edzőtáborába.
A válogatottban 2022. április 21-én debütált Portugália ellen.

## Sikerei, díjai
Győri Audi ETO
- Magyar bajnok: 2017, 2018, 2019[21]
- Bajnokok Ligája-győztes: 2017, 2018, 2019[22]
- Magyar Kupa-győztes: 2018, 2019

Magyar U17-es válogatott
- U17-es Európa-bajnokság:
  -  Bronz: 2017
  - A 2017-es U17-es Európa-bajnokság All-Star csapatának tagja
- Európai Ifjúsági Olimpiai Fesztivál
  -  Arany: 2017
- Ifjúsági világbajnokság
  -  Ezüst: 2018
- Junior Európa-bajnokság
  -  Arany: 2019